# Puchar Polski Strongman 2008
Puchar Polski Strongman 2008 – cykl indywidualnych zawodów polskich siłaczy, rozgrywanych w 2008 r.

## Eliminacje
Data: 1 maja 2008 r.

Miejscowość: Biała Rawska

WYNIKI ELIMINACJI:
| Miejsce | Zawodnik              | Punkty |
| ------- | --------------------- | ------ |
| 1.      | Mateusz Baron         | 128    |
| 1.      | Witold Wolnowski      | 128    |
| 3.      | Wojciech Jastrząb     | 125    |
| 4.      | Rafał Kobylarz        | 119    |
| 5.      | Janusz Kułaga         | 117    |
| 6.      | Jarosław Korzeniewski | 109    |
| 7.      | Konrad Fijał          | 108    |
| 8.      | Michał Szymerowski    | 107    |
| 9.      | Damian Antoniok       | 106    |
| 9.      | Sławomir Łukawski     | 106    |
| 11.     | Tyberiusz Kowalczyk   | 104    |
| 12.     | Przemysław Brzoza     | 101    |

## Pierwsze zawody - Bartoszyce
Data: 1 czerwca 2008 r.

Miejscowość: Bartoszyce

WYNIKI ZAWODÓW:
| Miejsce | Zawodnik              | Punkty             |
| ------- | --------------------- | ------------------ |
| 1.      | Krzysztof Radzikowski | 40,5               |
| 2.      | Sławomir Toczek       | 35,5               |
| 3.      | Wojciech Jastrząb     | 30,5               |
| 3.      | Grzegorz Szymański    | 30,5               |
| 5.      | Mateusz Baron         | 22,5               |
| 6.      | Krzysztof Schabowski  | 22                 |
| 7.      | Bartłomiej Bąk        | 21                 |
| 8.      | Rafał Kobylarz        | 9,5 (kontuzjowany) |

## Drugie zawody - Świdwin
Data: 14 czerwca 2008 r.

Miejscowość: Świdwin

WYNIKI ZAWODÓW:
| Miejsce | Zawodnik              | Punkty |
| ------- | --------------------- | ------ |
| 1.      | Sławomir Toczek       | 48     |
| 2.      | Grzegorz Szymański    | 44     |
| 3.      | Tomasz Żocholl        | 35,5   |
| 4.      | Sławomir Orzeł        | 33     |
| 5.      | Mateusz Baron         | 30     |
| 6.      | Janusz Kułaga         | 26     |
| 7.      | Konrad Fijał          | 20,5   |
| 8.      | Jarosław Korzeniewski | 12     |

## Trzecie zawody - Trzebiatów
Data: 6 lipca 2008 r.

Miejscowość: Trzebiatów

WYNIKI ZAWODÓW:
| Miejsce | Zawodnik              | Punkty |
| ------- | --------------------- | ------ |
| 1.      | Mariusz Pudzianowski  | 55     |
| 2.      | Grzegorz Szymański    | 35     |
| 3.      | Sławomir Orzeł        | 32     |
| 3.      | Sławomir Toczek       | 32     |
| 5.      | Krzysztof Radzikowski | 31     |
| 6.      | Tomasz Nowotniak      | 27,5   |
| 7.      | Sławomir Łukawski     | 19,5   |
| 8.      | Wojciech Jastrząb     | 17     |

## Czwarte zawody - Sosnowiec
Data: 26 lipca 2008 r.

Miejscowość: Sosnowiec

WYNIKI ZAWODÓW:
| Miejsce | Zawodnik             | Punkty |
| ------- | -------------------- | ------ |
| 1.      | Mariusz Pudzianowski | 55     |
| 2.      | Sławomir Orzeł       | 42     |
| 3.      | Tomasz Nowotniak     | 34     |
| 4.      | Bartłomiej Bąk       | 31     |
| 5.      | Krzysztof Schabowski | 28,5   |
| 6.      | Tomasz Żocholl       | 26     |
| 7.      | Janusz Kułaga        | 17     |
| 8.      | Rafał Kobylarz       | 16     |

## Piąte zawody - Kołobrzeg. Finał Pucharu Polski Strongman 2008
Do finału zakwalifikowali się zawodnicy, którzy zdobyli najwięcej punktów w trakcie wcześniejszych zawodów Pucharu Polski Strongman 2008.
Data: 9 sierpnia 2008 r.

Miejscowość: Kołobrzeg

WYNIKI ZAWODÓW:
| Miejsce | Zawodnik              | Punkty |
| ------- | --------------------- | ------ |
| 1.      | Mariusz Pudzianowski  | 52,5   |
| 2.      | Grzegorz Szymański    | 43,5   |
| 3.      | Krzysztof Radzikowski | 38     |
| 4.      | Sławomir Toczek       | 29,5   |
| 5.      | Witold Wolnowski      | 27,5   |
| 6.      | Sławomir Orzeł        | 23,5   |
| 7.      | Tomasz Nowotniak      | 23,5   |
| 8.      | Mateusz Baron         | 14     |